# Gurrea de Gállego
Gurrea de Gállego (Gurrea de Galligo en aragonés) es un municipio de la Hoya de Huesca, en la provincia de Huesca (Aragón, España). Tiene una población de 1476 habitantes (INE 2020).
Comprende en su término municipal los pueblos de El Temple y La Paúl, conformando el municipio de Gurrea de Gállego.

## Geografía
Integrado en la comarca de Hoya de Huesca, se sitúa a 37 kilómetros de la capital provincial. El término municipal está atravesado por la autovía Mudéjar (A-23), por la carretera nacional N-330 entre los pK 538 y 545, por las carreteras autonómicas A-124 (Erla-Zuera) y A-1209 (conecta la A-124 con la autovía Mudéjar a través de Gurrea de Gállego) y por carreteras locales que permiten la comunicación con Alcalá de Gurrea, Zuera y Marracos.
El relieve del municipio es predominantemente llano. Por la llanura discurre el río Gállego y su afluente el río Sotón. En el extremo suroeste se encuentra la sierra de las Pedrosas, que hace de límite con la provincia de Zaragoza. La altitud oscila entre los 662 metros al suroeste y los 300 metros a orillas del río Gállego. El pueblo se alza a a 341 metros sobre el nivel del mar. 
| Noroeste: Luna (Zaragoza)      | Norte: Marracos (Zaragoza), Lupiñén-Ortilla (exclave) y Alcalá de Gurrea | Noreste: Alcalá de Gurrea                |
| Oeste: Las Pedrosas (Zaragoza) |                                                                          | Este: Almudévar                          |
| Suroeste: Zuera (Zaragoza)     | Sur: Zuera (Zaragoza)                                                    | Sureste: Almudévar y Leciñena (Zaragoza) |

Su temperatura media anual es de 13,5 °C y su precipitación anual 500 mm.

## Historia
Gurrea fue fundada por los romanos con el nombre de Forum Gallorum, siendo un núcleo comercial a orillas del río Sotón, sobre el cual construyeron un puente a la entrada del pueblo cuyos sillares aún se conservan.
Ocupada por los musulmanes, en marzo de 1092 Gurrea fue el lugar de encuentro de Sancho Ramírez y su hijo Pedro con el Cid Campeador, que había acudido en ayuda del rey moro Al-Musta'in II de Zaragoza. El resultado fue una alianza de paz, que duró hasta la conquista llevada a cabo por el propio Sancho Ramírez, cuyo hijo Pedro quedó encargado de poblar el término. En marzo de 1099, el rey Pedro I de Aragón dio al monasterio de Montearagón la iglesia de «Gorreia».
En enero de 1134, Alfonso I el Batallador otorgó Gurrea y su castillo a Ximén Pérez de Murillo como recompensa por los servicios prestados en la batalla de Fraga. Ello dio inicio a la baronía de Gurrea: en 1280 pasó a Jimeno López, y en 1366 a Lope de Gurrea, quedando la población vinculada a dicha familia.
Por otra parte, en el poema épico el Cantar de Roldán se relata la conquista de Zaragoza por parte de los francos, y se indica que las tropas de Oliveros se refugiaron en el castillo de Gurrea expulsando a los sarracenos.
Ya en el siglo XIX, el historiador Pascual Madoz, en su Diccionario geográfico-estadístico-histórico de España y sus posesiones de Ultramar de 1845, describe a Gurrea en estos términos:

Se compone de 80 casas de pocas comodidades, y construcción muy sencilla formando una calle ancha llamada de Zaragoza y una plaza, ambas sin empedrar... y las ruinas de su antiguo palacio de los condes de Parsent.

Añade que en la localidad había una tienda de comestibles, carnicería, taberna y un molino harinero.

## Demografía
Gurrea de Gállego cuenta con una población de 1427 habitantes (INE 2024).
| Gráfica de evolución demográfica de Gurrea de Gállego entre 1842 y 2021                                             |
| |
| Población de derecho según los censos de población del INE Población de hecho según los censos de población del INE |

## Administración y política
| Período   | Alcalde                           | Partido | Partido |
| --------- | --------------------------------- | ------- | ------- |
| 1979-1983 | Manuel Aisa Laplaza               | Ind.    |         |
| 1983-1987 | Jesús Tris Sarraseca              | PSOE    |         |
| 1987-1991 | Carlos Ángel Til Mata             | PP      |         |
| 1991-1995 | Carlos Ángel Til Mata             | PP      |         |
| 1995-1999 | Carlos Ángel Til Mata             | PP      |         |
| 1999-2003 | Juan Ramón Eseverri Abadía        | PAR     |         |
| 2003-2007 | Juan Carlos Sanmartín Viscasillas | PSOE    |         |
| 2007-2011 | Juan Carlos Sanmartín Viscasillas | PSOE    |         |
| 2011-2015 | Alfredo Marco Gil                 | PP      |         |
| 2015-2019 | Carlos Til Bescós                 | PP      |         |
| 2019-2023 | Carlos Til Bescós                 | PP      |         |
| 2023-2027 | Ana Belén Irigoyen Cardona        | PP      |         |

| Partido político    | Partido político                                   | 2003   | 2007   | 2011   | 2015   |
| Partido político    | Partido político                                   | Ediles | Ediles | Ediles | Ediles |
|                     | Partido Popular de Aragón (PP)                     | 3      | 4      | 4      | 4      |
|                     | Partido Aragonés (PAR)                             | 3      | 1      | 2      | 2      |
|                     | Federación de los Independientes de Aragón (FIA)   | —      | —      | 0      | 2      |
|                     | Partido de los Socialistas de Aragón (PSOE-Aragón) | 3      | 4      | 3      | 1      |
|                     | Ciudadanos (CS)                                    | —      | —      | —      | 0      |
|                     | Izquierda Unida (IU)                               | —      | —      | 0      | —      |
|                     | Chunta Aragonesista (CHA)                          | —      | 0      | —      | —      |
|                     | Independientes                                     | —      | 0      | —      | —      |
| Total de concejales | Total de concejales                                | 9      | 9      | 9      | 9      |

## Cultura

### Patrimonio

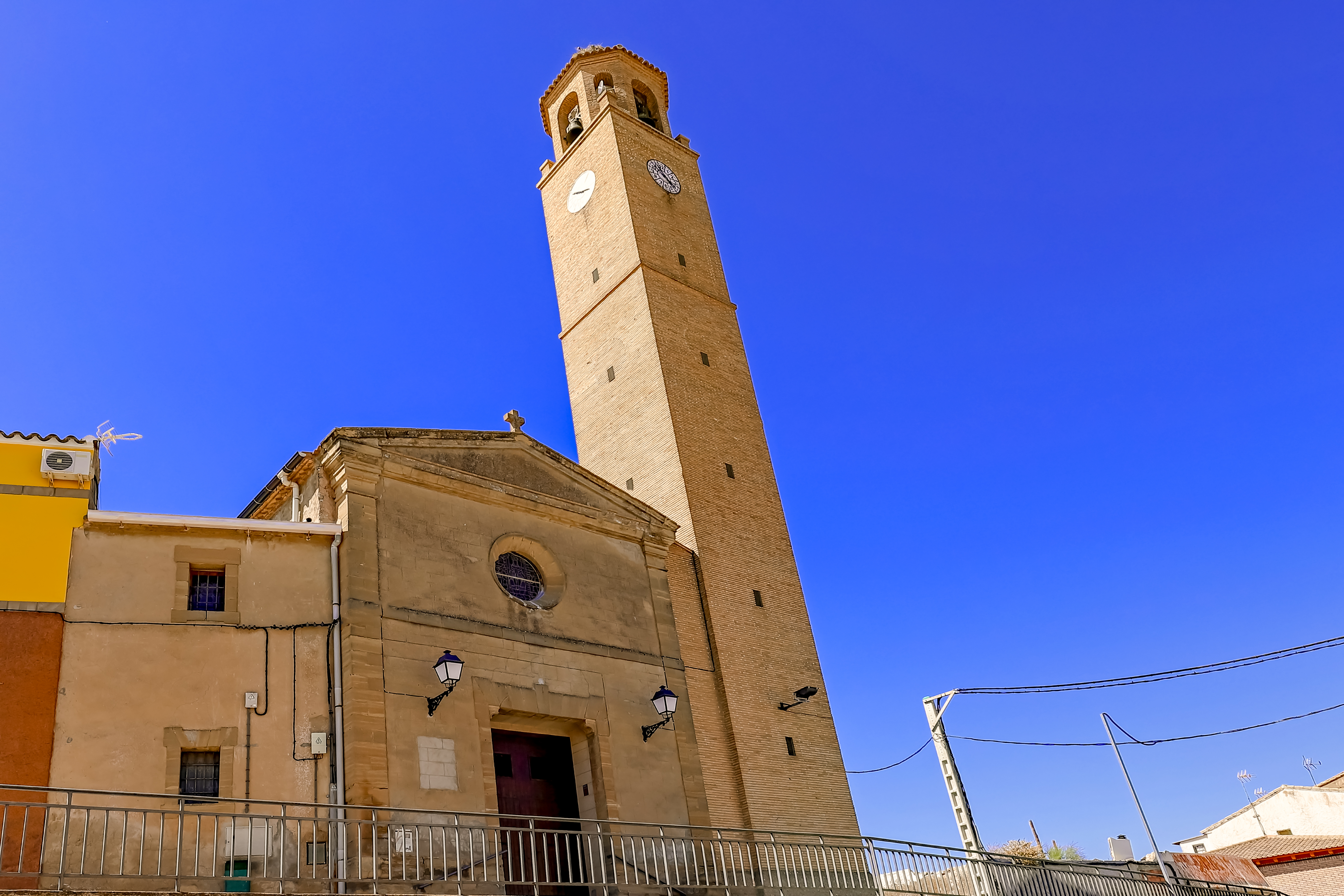
Iglesia de San Nicolás de Bari

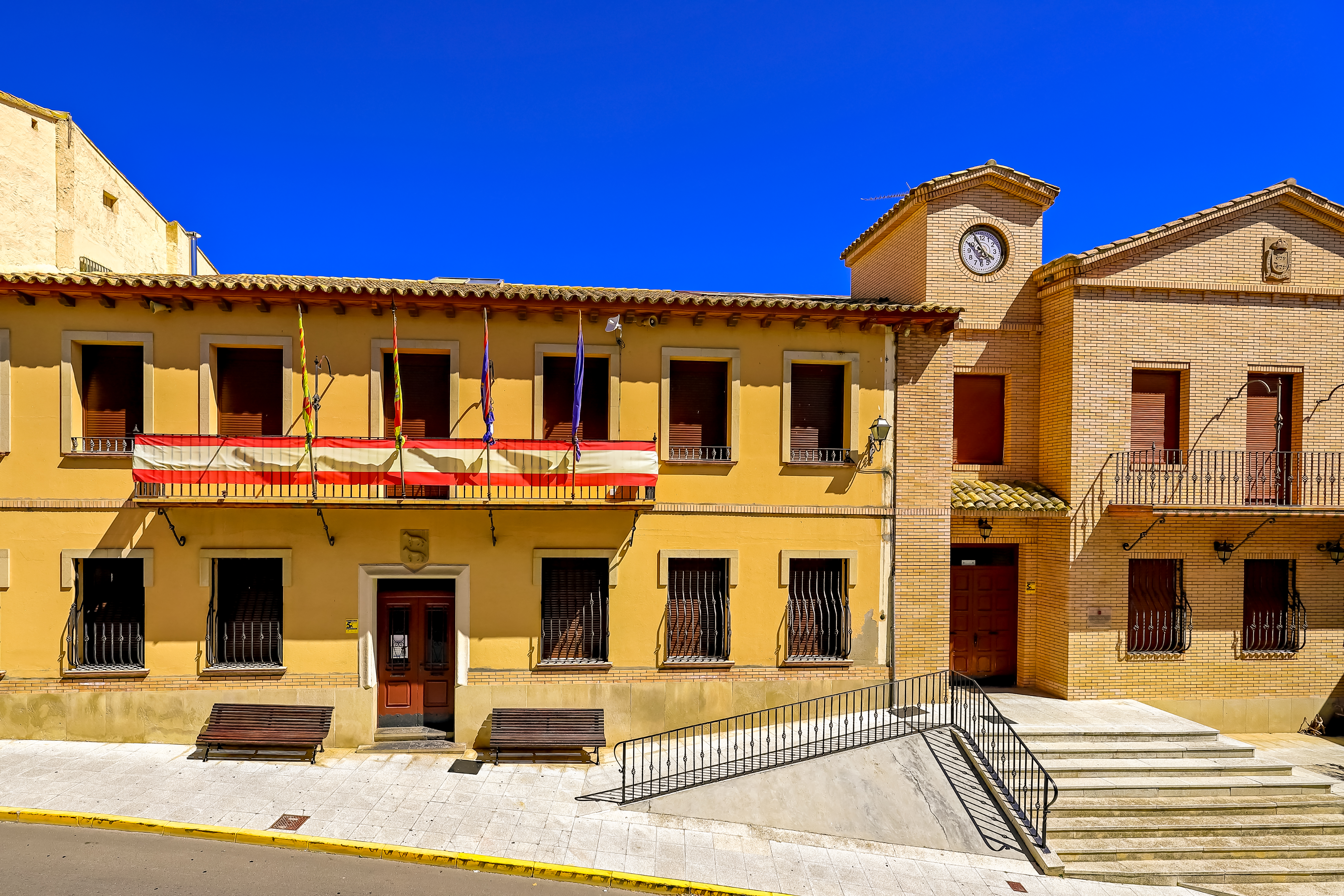
Ayuntamiento del municipio

La iglesia parroquial de San Nicolás de Bari es un templo originalmente tardorrománico, de finales del siglo XII o comienzos del XIII; de esa época quedan el hastial occidental con su portada, así como el primer tramo de la torre. La portada consta de tres arquivoltas: la exterior, decorada con grandes puntas de diamante, la central, lisa, y la interior, de bocel.
La llamada posición La Sarda-Monte Pilatos es un vestigio de la Guerra Civil, situada en una loma que se eleva sobre los llanos que conducen a Tardienta. En este emplazamiento, las tropas sublevadas construyeron un conglomerado de ramales de trinchera, pozos de tirador y galerías subterráneas.
En Gurrea de Gállego hay dos importantes conjuntos de bodegas subterráneas, situadas en cerros arcillosos a las afueras de la población, uno en el extremo este, al otro lado del río Sotón, y otro en el oeste. Las del sector este son más numerosas y están en muchos casos adosadas unas a otras configurando un espacio a modo de "calle". Todas ellas están excavadas en taludes de escasa altura y, en el exterior, están protegidas por pequeñas casetas realizadas en mampostería y cubiertas con teja.

### Fiestas
- Día 8 de septiembre: fiestas grandes, en honor de la Virgen de la Violada. En ocasiones, en estas fechas se representa un dance de los denominados de pastorada, con moros y cristianos.[6]
- Último domingo de septiembre: romería a la ermita de la Violada, con el pueblo de San Jorge (Huesca)
- Día 6 de diciembre: fiestas pequeñas, en honor de San Nicolás de Bari.
- Día 15 de mayo: se celebran las Primeras Comuniones.
- Día 23 de abril: San Jorge, semana cultural.

### Deporte
- Motocrós: hay un circuito de motocross localizado al final del municipio,en las orillas de río Soton.
- Fútbol: cuenta con el Gurrea SD que milita en el G.I de La Preferente Aragonesa por segundo año consecutivo y es finalista en la Copa Diputación.

## Localidades hermanadas
- Sauveterre-de-Béarn, Francia.[17]